# Каменна Сарма
Ка́менна Са́рма (рос. Каменная Сарма) — село у складі Бузулуцького району Оренбурзької області, Росія.

## Населення
Населення — 370 осіб (2010; 432 у 2002).
Національний склад (станом на 2002 рік):
- росіяни — 87 %